# Bothriothorax clavicornis
Bothriothorax clavicornis är en stekelart som först beskrevs av Johan Wilhelm Dalman 1820.  Bothriothorax clavicornis ingår i släktet Bothriothorax och familjen sköldlussteklar. Arten är reproducerande i Sverige. Inga underarter finns listade.